# Parafroneta persimilis
Parafroneta persimilis là một loài nhện trong họ Linyphiidae.
Loài này thuộc chi Parafroneta. Parafroneta persimilis được A. David Blest miêu tả năm 1979.